# Lydia Kurgat
Lydia Kurgat (* 1976) ist eine kenianische Langstreckenläuferin, die sich auf den Marathonlauf spezialisiert hat.

## Werdegang
2006 belegte sie beim Lausanne-Marathon den dritten Platz. Sie gewann zweimal in Folge den Eindhoven-Marathon (2007, 2008) und siegte 2008 beim Bonn-Marathon. 2009 wurde sie Siegerin des Utrecht-Marathons und Dritte beim Hamburg-Halbmarathon. Im Oktober 2011 gewann sie den Ljubljana-Marathon.

## Bestleistungen
- Halbmarathon: 1:12:54 h, 13. Juni 2009, Zwolle
- Marathon: 2:31:26 h, 11. Oktober 2009, Eindhoven